# Merišće
Merišće is een plaats in de gemeente Buje in de Kroatische provincie Istrië. De plaats telt 101 inwoners (2001).